# اقتصاد باكستان
يحتل اقتصاد باكستان المركز الرابع والعشرين كأكبر اقتصاد في العالم من حيث تعادل القوى الشرائية والمركز الثاني والأربعين من حيث كبر الناتج المحلي الإجمالي الصوري. يتجاوز التعداد السكاني في باكستان 212.2 مليون نسمة (المركز السادس عالميًا من حيث الكبر) مما يمنحه ناتج إجمالي محلي اسمي للفرد الواحد قدره 1.357 في عام 2019، فيحتل بذلك المركز 154 في العالم، كما تعادل القوى الشرائية للناتج الإجمالي المحلي للفرد الواحد فيه 5.839 في عام 2019، وبذلك يحتل المركز 132 في العالم. وعلى أية حال، يقدر أن الاقتصاد الباكستاني غير الموثق يشغل 36% من اقتصاده الكلي، وهو ما لا يؤخذ بعين الاعتبار عند حساب الدخل الفردي. يعتبر باكستان من البلدان النامية، وواحدًا من البلدان الإحدى عشر التي عرّفها جيم أونيل في ورقة بحثية، واعتبر أن هذه البلدان وبلدان المجموعة هم الأكثر احتمالًا في أن يصبحوا من بين بلدان العالم الأكبر اقتصادًا في القرن الواحد والعشرين. يعتبر الاقتصاد شبه صناعي يمتلك مراكز نمو على طول نهر الأندوس. تشمل المواد الخام الأساسية التي يتم تصديرها كلًا من المنسوجات والجلديات والبضائع الرياضية والكيماويات والسجاد والموكيت والأدوات الطبية. تتمركز أقطاب النمو للاقتصاد الباكستاني على امتداد نهر الأندوس، والاقتصاديات المتنوعة في كاراتشي، والمراكز المدنية الأساسية في بونجاب التي تتعايش مع المناطق الأقل تطوراً في البلد. عانى البلد في السابق من النزاعات السياسية الداخلية، والتزايد السريع لأعداد السكان والمستويات المختلطة من الاستثمار الأجنبي. أما احتياطات النقد الأجنبي فتعززها حوالات العمال الثابتة، إلا أن العجز المتزايد للحساب الجاري، تحت سيطرة الفجوة التجارية المتسعة لأن نمو الإيرادات قد تجاوز توسع الصادرات، قد يقلل الاحتياطي ويثبط الناتج الإجمالي المحلي على المدى المتوسط. يمر باكستان الآن بفترة تحرر اقتصادي تشمل خصخصة كل الشركات الحكومية، وتهدف إلى جذب الاستثمار الأجنبي وتقليل عجز الميزانية. وفي أكتوبر 2016، تجاوز احتياطي العملات الأجنبية 24 مليار دولار، مما أعطى تصورًا ثابتًا عن السعر على المدى الطويل، وذلك وفقًا لستاندارد وبورز. في عام 2016، ذكر تقرير من «بي إم آي ريسرش» أن باكستان هو واحد من الاقتصاديات العشرة الناشئة، مع تركيز خاص على محور التصنيع.
في أكتوبر 2016، أكّدت رئيسة آي إم إف كريستين ليغارد على تخمينها الاقتصادي في إسلام أباد بأن الاقتصاد الباكستاني «خارج الأزمة». تكهن البنك الدولي في عام 2016 أنه بحلول 2018 سيزداد الاقتصاد الباكستاني إلى حد «قوي» 5.4% بسبب التدفق المتزايد للاستثمار الأجنبي، أي من الممر الاقتصادي الصيني. في مايو 2019، تمت مراجعة معدل النمو وتنبأت آي إم إف أن معدلات النمو المستقبلية ستكون 2.9%، الأدنى في جنوب آسيا. ووفقًا للبنك الدولي، تراجع الفقر في باكستان من 64.3% في عام 2002 إلى 29.5% في عام 2014. لقد أدّى وضع الاقتصاديات الكلية السيّئ في البلد إلى تخفيض مودي لتوقعات دين باكستان إلى «سالب». في عام 2007، تجاوز إجمالي الناتج المحلي المتعلق بتعادل القوى الشرائية 1 تريليون دولار. بحلول 2019، مرت الروبية الباكستانية بانخفاض في القيمة سنويًا بمقدار 30% قبالة الدولار الأميركي.
حلّت باكستان في المرتبة 88 في مؤشر الابتكار العالمي في عام 2021، متقدمة من المرتبة 107 في عام 2020، ثم تراجعت للمركز 91 في مؤشر عام 2024.

## التاريخ الاقتصادي

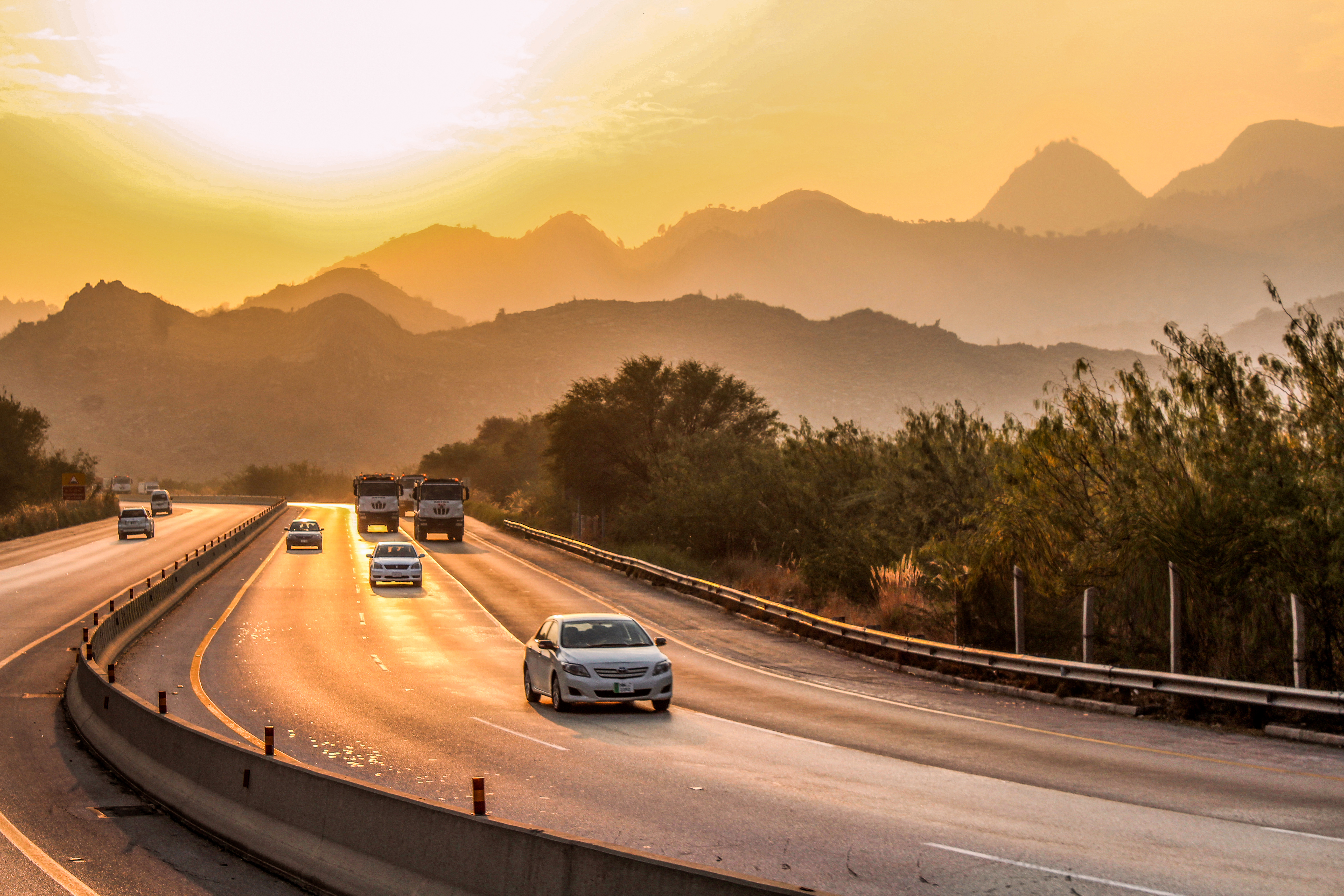
الطريق السريع M-2، افتتح عام 1997.

### أول خمسة عقود
كان باكستان بلدًا زراعيًا في الغالب ومن الطبقة الوسطى عندما حصل على استقلاله عام 1947. إن متوسط معدل النمو الاقتصادي لباكستان في أول خمسة عقود (1947- 1997) كان أعلى من معدل نمو الاقتصاد العالمي خلال الفترة ذاتها. كان متوسط معدلات نمو إجمالي الناتج المحلي الحقيقية السنوية 6.8% في الستينات، و4.8% في السبعينات و6.5% في الثمانينات. تراجع متوسط معدل النمو السنوي إلى 4.6% في التسعينات مع نمو أقل بشكل واضح في النصف الثاني من ذاك العقد.

### القرن 21
في 2016، قامت شركة أتلانتك ميديا كومباني في الولايات المتحدة بتصنيف باكستان كاقتصاد قوي نسبيًا في أسواق جنوب آسيا، وتوقعت أنه سينمو بشكل سريع خلال السنوات القادمة. قالت الشركة أيضًا أنه خلال الفترة بين يناير ويوليو في هذا العام كان مؤشر الهند لمئة نقطة 6.67% بينما أحرز سوق الأوراق المالية لكاراتشي مؤشر مئة نقطة لـ 17%.

## خلفية
تاريخيًا، تزايد الناتج الاقتصادي العام لباكستان (إجمالي الناتج المحلي) بشكل سنوي منذ الركود الاقتصادي عام 1800. وعلى الرغم من تحقيق هذا النمو الدائم، إلا أن الاقتصاد الباكستاني قد اتّسم في الأعوام الأخيرة القليلة بأنه غير ثابت وضعيف للغاية أمام الصدمات الداخلية والخارجية. على أيّة حال، أثبت الاقتصاد أنه صامد بشكل غير متوقع في وجه الأحداث المعاكسة العديدة التي تركّزت في فترة الأعوام الأربعة بين 1998 و 2002
- (الأزمة المالية الآسيوية).
- العقوبات الاقتصادية، وفقًا لكولين باول كان باكستان «معاقبًا حتى النخاع».
- الركود الاقتصادي العالمي بين 2001 و2002.
- جفاف حاد، وهو الأسوأ في تاريخ باكستان حيث استمر لأربعة أعوام.
- العمل العسكري بعد 11/9 في أفغانستان المجاورة، مع التدفق الهائل للاجئين من ذلك البلد.

## الإصلاح الاقتصادي الكبير
وفقًا لمصادر عدة، قامت الحكومة الباكستانية بإصلاحات اقتصادية هامة منذ عام 2000، وكانت الآفاق متوسطة المدى لخلق العمل وتقليل الفقر هي الأفضل فيما يقارب العقد الواحد.
نقل البنك الدولي عام 2005 أن «كان باكستان المصلح الأفضل في المنطقة والمصلح العاشر عالميًا، مما سهّل الانطلاق في العمل وقلّل تكلفة تسجيل المُلك وزاد العقوبات المتعلقة بانتهاك قواعد إدارة الشركات، واستبدل متطلبات ترخيص كل شحنة برخَص للتجار مدتها عامان»

## القيام بالأعمال
صدر تقرير رئيسي عن البنك الدولي ومؤسسة التمويل الدولية بعنوان مؤشر سهولة القيام بعمل في عام 2009، ورتّب هذا التقرير باكستان في المركز 136 من بين 190 بلد من بلدان العالم، مما يشير إلى التحسن المستمر والقيام بقفزة من المركز 147 في العام الفائت. كانت أفضل خمسة بلدان نيوزيلاندا وسنغافورة والدانمارك وهونغ كونغ وكوريا. ومع تحسّن المرتبة في سهولة القيام بالعمل وتقديم خريطة ملائمة للاستثمار من قبل الحكومة، قامت العديد من الشركات العملاقة في قطاع السيارات، مثل رينولت الفرنسية وكيا وهيونداي من جنوب كوريا وجي دبليو فورلاند الصينية، وشركة السيارات الألمانية العملاقة فولكس فاغن، بالدخول إلى سوق السيارات الباكستاني من خلال مشاريع مشتركة مع المُصنّعين المحليين مثل ديوان فاروك موترز وخالد مشتاق موترز ويونايتد موترز.
عادت شركة الغاز والنفط العملاقة، إكسون موبيل، إلى باكستان بعد انقطاع لمدة ثلاثة عقود واستحوذت على 25% من الأسهم في الحفر البحري، وذلك في مايو 2018، مع استطلاع أولي يظهر احتمالية وجود مخزون هائل من الهيدروكربون في البحر.
وافقت السعودية مؤخراً على الاستثمار بأكثر من 15 مليار دولار من أجل إنشاء مصفاة ضخمة للنفط وصناعة بتروكيماوية في غوادار مما جعل المزيد من الالتزامات تتخذ طريقها قدومًا إلى هذا القطاع وخصوصًا من الإمارات العربية المتحدة وقطر وماليزيا وإيطاليا. أعلنت قطر عن استثمار 3 مليار دولار على شكل ودائع واستثمار مباشر في باكستان، وذلك من أجل دعم احتياطي الصرف الأجنبي غير الثابت فيه. ومع حلول يونيو 2019 كانت قطر قد أرسلت أول 500 مليون دولار إلى باكستان.

## مزيد من القراءة
- Gabol، Nasir (1990). Privatisation in Pakistan,. Paris, France: Organisation for Economic Cooperation and Development. ISBN:92-64-15310-1. مؤرشف من الأصل في 2020-01-25.
- Ahmad, Viqar and Rashid Amjad. 1986. The Management of Pakistan’s Economy, 1947–82. Karachi: Oxford University Press.
- Ali, Imran. 1997. ‘Telecommunications Development in Pakistan’, in E.M. Noam (ed.), Telecommunications in Western Asia and the Middle East. New York: Oxford University Press.
- Ali, Imran. 2001a. ‘The Historical Lineages of Poverty and Exclusion in Pakistan’. Paper presented at Conference on Realm, Society and Nation in South Asia. National University of Singapore.
- Ali, Imran. 2001b. ‘Business and Power in Pakistan’, in A.M. Weiss and S.Z. Gilani (eds), Power and Civil Society in Pakistan. Karachi: Oxford University Press.
- Ali, Imran. 2002. ‘Past and Present: The Making of the State in Pakistan’, in Imran Ali, S. Mumtaz and J.L. Racine (eds), Pakistan: The Contours of State and Society. Karachi: Oxford University Press.
- Ali, Imran, A. Hussain. 2002. Pakistan National Human Development Report. Islamabad: UNDP.
- Ali, Imran, S. Mumtaz and J.L. Racine (eds). 2002. Pakistan: The Contours of State and Society. Karachi: Oxford University Press.
- Amjad, Rashid. 1982. Private Industrial Investment in Pakistan, 1960–70. London: Cambridge University Press.
- Andrus, J.R. and A.F. Mohammed. 1958. The Economy of Pakistan. Stanford: Stanford University Press.
- Bahl, R., & Cyan, M. (2009). Local Government Taxation in Pakistan (No. paper0909). International Center for Public Policy, Andrew Young School of Policy Studies, Georgia State University.
- Barrier, N.G. 1966. The Punjab Alienation of Land Bill of 1900. Durham, NC: Duke University South Asia Series.
- Jahan, Rounaq. 1972. Pakistan: Failure in National Integration. New York: Columbia University Press.
- Kessinger, T.G. 1974. Vilyatpur, 1848–1968. Berkeley and Los Angeles: University of California Press.
- Kochanek, S.A. 1983. Interest Groups and Development: Business and Politics in Pakistan. New Delhi: Oxford University Press.
- LaPorte, Jr, Robert and M.B. Ahmad. 1989. Public Enterprises in Pakistan. Boulder, Colorado: Westview Press.
- Latif, S.M. 1892. Lahore. Lahore: New Imperial Press, reprinted 1981, Lahore: Sandhu Printers.
- Low, D.A. (ed.). 1991. The Political Inheritance of Pakistan. London: Macmillan.
- Noman, Omar. 1988. The Political Economy of Pakistan. London: KPI.
- Papanek, G.F. 1967. Pakistan’s Development: Social Goals and Private Incentives. Cambridge, Massachusetts: Harvard University Press.
- Raychaudhuri, Tapan and Irfan Habib (eds). 1982. The Cambridge Economic History of India, 2 vols. Cambridge: Cambridge University Press
- White, L.J. 1974. Industrial Concentration and Economic Power. Princeton, N.J.: Princeton University Press.
- Ziring, Lawrence. 1980. Pakistan: The Enigma of Political Development. Boulder, Colorado: Folkestone.
- Ali, Imran. 1987. ‘Malign Growth? Agricultural Colonisation and the Roots of Backwardness in the Punjab’, Past and Present, 114
- Ali, Imran. August 2002. ‘The Historical Lineages of Poverty and Exclusion in Pakistan’, South Asia, XXV(2).
- Ali, Imran and S. Mumtaz. 2002. ‘Understanding Pakistan—The Impact of Global, Regional, National and Local Interactions’, in Imran Ali, S. Mumtaz and J.L. Racine (eds), Pakistan: the Contours of State and Society. Karachi: Oxford University Press.
- Hasan, Parvez. 1998. Pakistan’s Economy at the Crossroads: Past Policies and Present Imperatives. Karachi: Oxford University Press.
- Hussain, Ishrat. 1999. Pakistan: The Economy of an Elitist State. Karachi: Oxford University Press.
- Khan, Shahrukh Rafi. 1999. Fifty Years of Pakistan’s Economy: Traditional Topics and Contemporary Concerns. Karachi: Oxford University Press.
- Kibria, Ghulam. 1999. Shattered Dream: Understanding Pakistan’s Development. Karachi: Oxford University Press.
- Kukreja, Veena. 2003. Contemporary Pakistan: Political Processes, Conflicts and Crises. New Delhi: Sage Publications.
- Zaidi, S. Akbar. 1999. Issues in Pakistan’s Economy. Karachi: Oxford University Press
- Faheem, Khan. 2010. Issues in Pakistan’s Economy. Peshawar: